# Friedrich Hüffmeier
Friedrich Hüffmeier (* 14. Juni 1898 in Kunersdorf; † 13. Januar 1972 in Münster) war ein deutscher Marineoffizier. Zuletzt bekleidete er den Rang eines Vizeadmirals in der Kriegsmarine der Wehrmacht.

## Leben
Hüffmeier trat während des Ersten Weltkriegs am 16. September 1914 (Crew IX/1914) in die Kaiserliche Marine ein, zuerst als Seekadett an der Marineschule Mürwik. Er setzte seine Ausbildung an Bord des Großen Kreuzers Freya fort, und kam im Dezember 1914 auf das Linienschiff Lothringen, wo er 1915 zum Fähnrich zur See befördert wurde und bis zum Januar 1916 diente. Er ging auf die Augsburg. Am 12. Oktober 1916 wurde er zum Leutnant zur See befördert. Im März 1918 wechselte er auf die U-Bootsschule und erhielt ab Juli 1918 eine Ausbildung auf U 19. Ab Oktober 1918 war er als Wachoffizier bei der 3. U-Boots-Flottille. Anschließend war er bis Kriegsende zur Verfügung gesetzt.
Nach dem Krieg wurde er in die Reichsmarine übernommen. Am 28. September 1920 wurde er zum Oberleutnant zur See befördert und am 1. April 1927 zum Kapitänleutnant. 1931 diente er in der Marinewehrabteilung (A I) des Marinekommandoamtes.
Von Mai 1938 bis August 1939 war er Referent im OKM. Anschließend war er für einen Monat Marineverbindungsoffizier zum Oberkommando des Heeres und bis Mai 1941 Abteilungsleiter im OKM.
Im Zweiten Weltkrieg befehligte Hüffmeier den Leichten Kreuzer Köln (vom 1. Mai 1941 bis 1. März 1942) und später das Schlachtschiff Scharnhorst (vom 31. März 1942 bis 13. Oktober 1943). 
Vom 25. Juli 1944 bis Kriegsende war er Kommandant der Seeverteidigung Kanalinseln, ab August 1944 Seekommandant Kanalinseln. Zugleich wurde Hüffmeier ab Oktober 1944 Chef des Stabes beim Wehrbefehlshaber Kanalinseln, Generalleutnant Rudolf Graf von Schmettow. Am 1. Januar 1945 wurde er zum Vizeadmiral befördert. Im Februar 1945 übernahm er zusätzlich die Dienststelle des Wehrbefehlshaber Kanalinseln, welchem die Festungen Alderney, Guernsey und Jersey unterstanden. 
In dieser Funktion folgte er Generalleutnant Rudolf Graf von Schmettow. 
Hüffmeier war an der Planung des Handstreichs auf Granville beteiligt, der in der Nacht auf den 9. März 1945 stattfand. 
Bis zum 2. April 1948 war er in britischer Kriegsgefangenschaft.
Später engagierte er sich in der Deutschen Partei, für die er bei der Bundestagswahl 1957 auf der nordrhein-westfälischen Landesliste an Platz 24 kandidierte.
Hüffmeier wird als fanatischer Nationalsozialist beschrieben.